# Louis Vatrican
Louis Vatrican, né le 7 mai 1904 à Monaco et mort le 7 juin 2007 à Monaco (à 103 ans), est un ingénieur agronome monégasque.

## Biographie
Louis Vatrican est né le 7 mai 1904 à Monaco, 25 rue du Milieu (actuellement rue Comte Félix Gastaldi) de Jean Vatrican, 31 ans, employé au Casino et de Delphine Lantéri, 31 ans.
Il obtint le diplôme d'ingénieur agronome de l'École nationale supérieure d'agronomie de Grignon, le 12 octobre 1926.
Il se maria le 5 mai 1928 à Ambérac (Charente) avec Suzanne Magnant, qu'il avait connue à Paris.

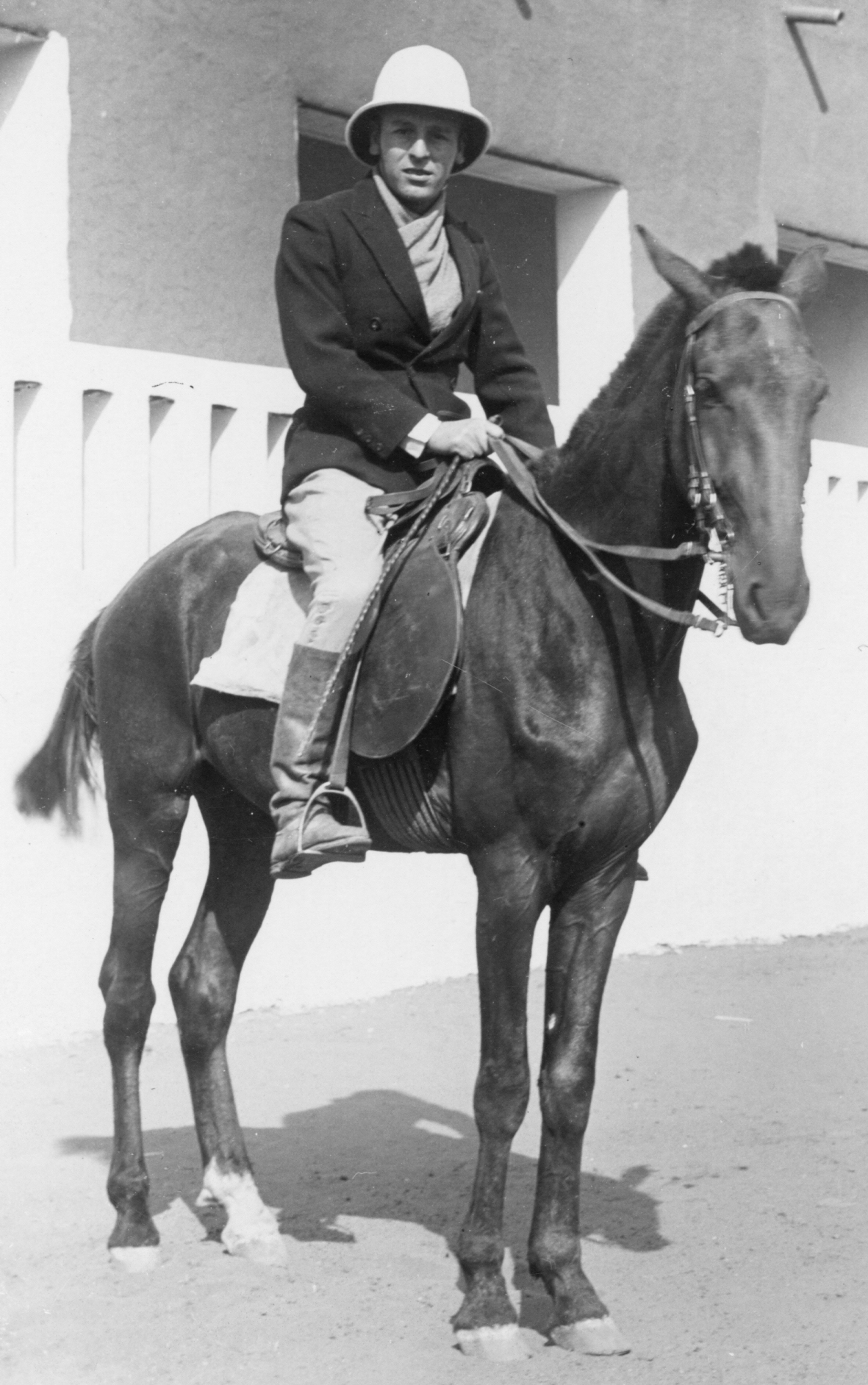
Louis Vatrican à Gao.

## Carrière
Il partit travailler au Soudan français où il était employé par le gouvernement français dans la bergerie d’El Oualadjid'août 1928 à juillet 1930 et à Gao de mars 1931 à mars 1933.
À son retour en France en 1934, il s'installe dans une ferme dans l'Indre où il devient métayer. De passage à Monaco où il pensait se faire recruter pour partir à Madagascar, il se fait finalement recruter pour tenir la direction du Jardin Exotique par le prince qui entend parler de la présence d'un ingénieur agricole dans la ville.
Il a été directeur du Jardin exotique de Monaco de juillet 1935 à avril 1969,,. C'est sous sa direction que le Jardin exotique a connu un essor qui lui a permis d’acquérir une renommée internationale. 
Il a été un des membres fondateurs de l'IOS (organisation internationale de recherche sur les plantes succulentes) en 1950, et en fut nommé membre honoraire en 1982.
Dans le Jardin exotique de Monaco, la serre Louis Vatrican a été nommé en son honneur.

## Décorations
- Officier de l'ordre national du Mérite (France), le 1er septembre 1960
- Chevalier de l'ordre de Saint-Sylvestre (Vatican), le 24 mars 1961
- Commandeur de l'ordre du Mérite agricole (France), le 14 avril 1967
- Décoration spéciale agricole de 1re classe (Belgique), le 30 octobre 1968
- Officier de l'ordre de Saint-Charles (Monaco), le 18 novembre 1968

## Hommages

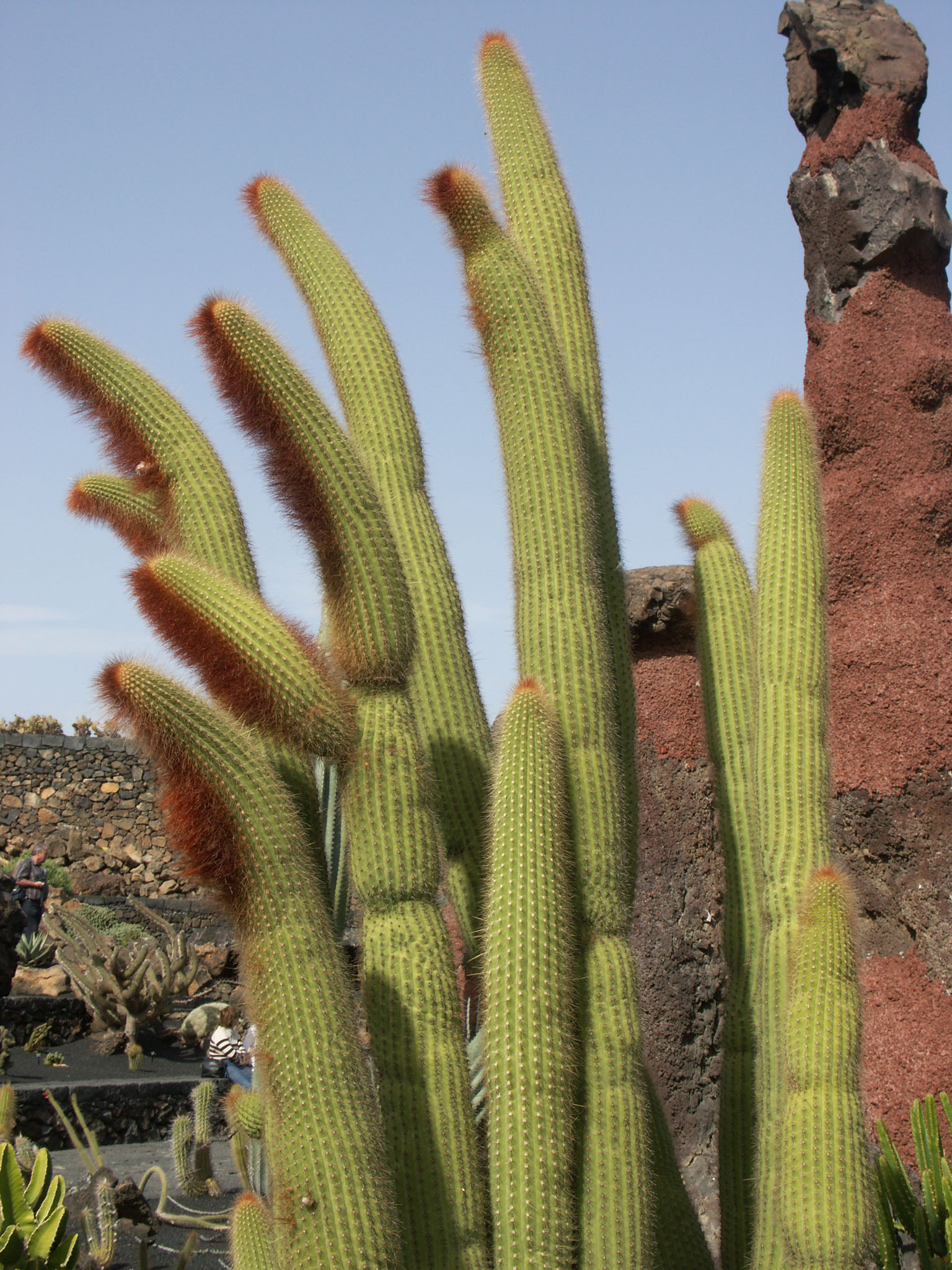
Vatricania guentheri.

### Le genre Vatricania
Une plante lui est dédiée : Vatricania guentheri (Kupper) Backeberg,.
Ce cactus vit en Bolivie, autour de 1 000 mètres d’altitude, sur des sols pierreux bien drainés, et craint l’altitude où les températures sont plus fraîches et l’atmosphère plus sèche. Rare en collection, il est en voie de disparition dans son habitat naturel.
Il fut découvert par Carl Troll en 1927, puis décrit plus tard par Walter Kupper sous le nom de Cephalocereus guentherii, en l’honneur de R. T. Gunther.
Il fut rangé dans le genre Vatricania, créé par Curt Backeberg en 1950, en hommage à Louis Vatrican. Depuis, le Vatricania a été rattaché au genre Espostoa par Buxbaum, et Vatricania guentheri est donc un synonyme pour Espostoa guentherii (Kupper) Buxbaum.